# ألتينو
ألتينو (بالإيطالية: Altino) هي بلدية في مقاطعة كييتي في إقليم أبروتسو الإيطالي.

## السكان
تطور النمو السكاني لـ ألتينو